# Friedrich Weber (Jurist)
Friedrich Weber (* 19. Mai 1905 in München; † 4. Juli 1996 in Heidelberg) war ein deutscher Jurist und Hochschullehrer.

## Leben
Der gebürtige Münchner Friedrich Weber nahm nach abgelegtem Abitur ein Studium der Rechtswissenschaft an den Universitäten Erlangen und München auf, das er 1932 in München mit dem Erwerb des akademischen Grades eines Dr. iur. abschloss. Friedrich Weber trat in der Folge in den Bayerischen Justizdienst ein, 1934 erfolgte seine Beförderung zum Amts-, 1937 zum Landgerichtsrat in München.
1941 habilitierte sich Weber als Privatdozent für Bürgerliches Recht und Zivilprozessrecht an der Universität Gießen, im Folgejahr nahm er das Angebot für die beamtete außerordentliche Professur für diese Fächer an der Universität Heidelberg wahr. Der dort 1947 zum ordentlichen Professor ernannte Friedrich Weber wurde 1973 emeritiert.
Friedrich Weber trat insbesondere mit Beiträgen zum Konkursrecht hervor.

## Schriften
- Untersuchungen zum gräkoägyptischen Obligationenrecht : Modalitäten der Leistungen im Rechte der Papyri, Nördlingen, 1932
- Sachaufklärung und Offenbarungseid in der Zwangsvollstreckung, Mohr, Tübingen, 1939